# Jacek Łuczak (aktor)
Jacek Łuczak (ur. 27 marca 1960 w Łodzi) – polski aktor teatralny i filmowy.

## Życiorys
Absolwent Wydziału Aktorskiego łódzkiej filmówki (1983). Aktor Teatru Powszechnego w Łodzi (1984–2013) i Teatru Kwadrat w Warszawie. Warszawskiej oraz łódzkiej publiczności znany przede wszystkim z roli fryzjera Tonia Wziętego w popularnej sztuce pt. Szalone nożyczki oraz z roli kelnera w sztuce Andrzeja Saramonowicza pt. Testosteron, wystawianej w Teatrze Powszechnym w Łodzi od września 2004 roku.

## Filmografia
- Czas honoru jako Kijański, były więzień Auschwitz (odc. 77)
- Prawo Agaty jako biegły Rafał Algiński (odc. 51)
- Podejrzani zakochani jako recepcjonista
- Paradoks jako celnik (odc. 9 i 10)
- Komisarz Alex jako lekarz (odc. 2)
- Chichot losu jako Dariusz Wilczyński, mąż Heleny (odc. 6)
- Kołysanka jako zleceniodawca
- Cudowne lato
- Wymyk jako „Łysy”
- Fenomen jako scenograf Darek
- Na kocią łapę
- Apetyt na miłość
- Oda do radości
- Lokatorzy
- 13 posterunek 2 (odc. 17) jako Juliusz, dawny przyjaciel Czarka
- Daens
- Zabić na końcu
- Pogranicze w ogniu
- Ucieczka z miejsc ukochanych
- Trójkąt bermudzki
- Ucho Prezesa jako Jurek, publicysta, wykładowca
- Legiony jako lokaj